# Elektroosmoza
Elektroosmoza predstavlja kretanje tečnosti koje se dešava pod uticajem napona na poroznom materijalu, kapilarima, membrani, mikrokanalu ili drugom provodniku tečnosti. Elektroosmotički tok je najznačajniji u malim kanalima. Elektroosmoza predstavlja važnu komponentu u tehnikama hemijskog razdvajanja, kao što je kapilarna elektroforeza. Elektroosmotički tok se može odigrati u prirodnoj nefiltriranoj vodi kao i u puferima.
Elektroosmoza je prvi put primjećena 1809. godine kada je pokazano da voda može da protiče kroz utikač od gline nakon što se na nju priključi električni napon. Glina se sastoji od gusto pakovanih čestica pijeska i drugih minerala i voda protiče kroz uski prostor između čestica isto kao što bi proticala kroz usku cijev. Bilo koja kombinacija elektrolita i čvrstog tijela koje je izolator može dati elektroosmtski tok, iako je za vodu i silikate efekat posebno velik. Čak i tada je brzina protoka samo nekoliko milimetara u sekundi.
Elektroosmotski tok je uzrokovan Kulonovom silom koja je indukovana električnim poljem koje djeluje na pokretna naelektrisanja u rastvoru. Hemijska ravnoteža između čvrste površine i rastvora elektrolita uglavnom dovodi do toga da se iznad površine stvara naelektrisanje, tj. sloj pokretnih jona koji se takođe naziva i dvostruki sloj ili Debijev sloj. Kada se na tečnost dovede električno polje tada dolazi do kretanja naelektrisanih čestica iz dvostrukog sloja zbog rezultujuće Kulonove sile. Protok koji se javlja se naziva elektroosmotički tok.

## Primjena
Elektroosmotički tok se često upotrebljava u mikrofluidnim uređajima, analizi tla, i hemijskog analizi. U ovim slučajevima sistemi sadrže visoko naelektrisane površine, npr. oksidi. Jedan primjer je kapilarna elektroforeza u kojoj se električno polje koristi kako bi se razdvojile različite supstance na osnovu njihove različite elektroforetske pokretljivosti, tako što se električno polje dovede na uski kapilar koji je obično napravljen od silicijum dioksida. Pri tome elektroosmoza utiče na vrijeme elucije analizirane smješe.
Elektroosmoza se koristi u vaskularnoj biologiji biljaka kao alternativno objašnjenje kretanja pokretnih tečnosti kroz floem. Ćelije floema učestvuju u cikličnom povlačenju jona (+) kroz sito cijevi.
Održavanje električnog polja na elektrodama dovodi do toga da se na njima odvija elektroliza, na primjer elektroliza vode pri čemu se stvara vodonik-peroksid, hidronijum joni, kao kiseonik i vodonik u obliku gasa.
Vodonik peroksid i promjene pH vrijednosti mogu uticati na ćelije i biomolekule kao što su proteini, dok mjehurići gasa mogu da zakrče mikrofluidne kanale. Ovi problemi mogu biti izbjegnuti tako što se koriste alternativni materijali za elektrode kao što su konjugovani polimeri, na kojima se mogu odvijati Faradejeve reakcije i tako se redukuje elektroliza.

## Literatura
- Wise, D.L. and Trantolo, D.J. (ур.). Remediation of Hazardous Waste Contaminated Soils.
- Skoog (2007). Principles of Instrumental Analysis. ISBN 978-0-495-12570-9.
- Kirby, B.J. (2010). Micro- and Nanoscale Fluid Mechanics: Transport in Microfluidic Devices: Chapter 6: Electroosmosis. Cambridge University Press. Архивирано из оригинала 24. 11. 2020. г. Приступљено 16. 05. 2011.
- Bruus, H. (2007). Theoretical Microfluidics. ISBN 978-0-19-923509-4.